# Réserve écologique Chicobi
Die Réserve écologique Chicobi ist ein 21,23 km² großes Schutzgebiet im Westen der kanadischen Provinz Québec am Lac Chicobi bei Guyenne, rund 45 km von Amos entfernt.

## Lage
Der Park repräsentiert im Rahmen des Schutzgebietsystems der Provinz die Grafschaftsgemeinde Abitibi und insbesondere die Hügellandschaften, wie die Collines Tanginan, die für die Region ebenso typisch sind, wie die torfreichen Ebenen.
Die Collines Tanginan, eine Hügelkette, bilden das Rückgrat des Schutzgebiets. Sie ragen bis 440 m auf, während die Niederungsgebiete etwa 290 m über dem Meeresspiegel liegen. Es handelt sich um eine typische nacheiszeitliche Landschaft, die, im Gegensatz zur Umgebung, nie landwirtschaftlich genutzt wurde.
Mehr als ein Drittel der Pflanzenarten Abitibis finden sich in dem kleinen Schutzgebiet. Der boreale Wald wird von der Schwarzfichte (französisch épinette noire) beherrscht, die feuchte, nur langsam entwässernde Standorte bevorzugt.
Solche torfreichen Gebiete gibt es in Kanada, im Gegensatz zu Europa, immer noch sehr viele. Bedroht sind sie vor allem durch Dammbauten. So verschwanden allein durch die von ihnen ausgelösten Überschwemmungen 120.000 ha Torfgebiete in Québec, insgesamt verschwanden 174.000 ha. Die zweithäufigste Ursache für Verluste ist die Trockenlegung für die Waldwirtschaft. Im benachbarten Neubraunschweig ist hingegen das Torfabstechen für den Gartenbau die größte Bedrohung. Während aber die Provinzen Manitoba, Neuschottland, Prince Edward Island und Neubraunschweig einen größeren Teil dieser Gebiete unter Schutz gestellt haben, nämlich 25, 15, 12,5 und 11 % der Flächen, liegt dieser Anteil in Québec bei nur 3,6 %. Insgesamt weist die Provinz Torfböden im Umfang von 118.263 km² auf. Insgesamt nehmen sie in Kanada 17 % der Landesfläche ein, wobei die größte Gefahr für die Böden von der Landwirtschaft ausgeht.
Bis zum Jahr 2000 waren in Québec nur 16.445 ha unter Schutz gestellt, was etwa 0,1 % der Gesamtflächen betrug. Dieser Anteil stieg bis 2008 auf 36.895 ha in Parks und seit 2002 weitere 383.001 in Biodiversitätsgebieten. Zu dieser Zeit bestanden 69 Réserves écologiques in Québec. Das älteste Schutzgebiet für Moore entstand 1978 mit Pointe-Heath. Zwar wurde der ökologische Wert des Gebiets spätestens Anfang der 1970er Jahre erkannt, doch dauerte es noch bis 2002, bis es unter Schutz gestellt wurde.